# Volkswagen EA 48

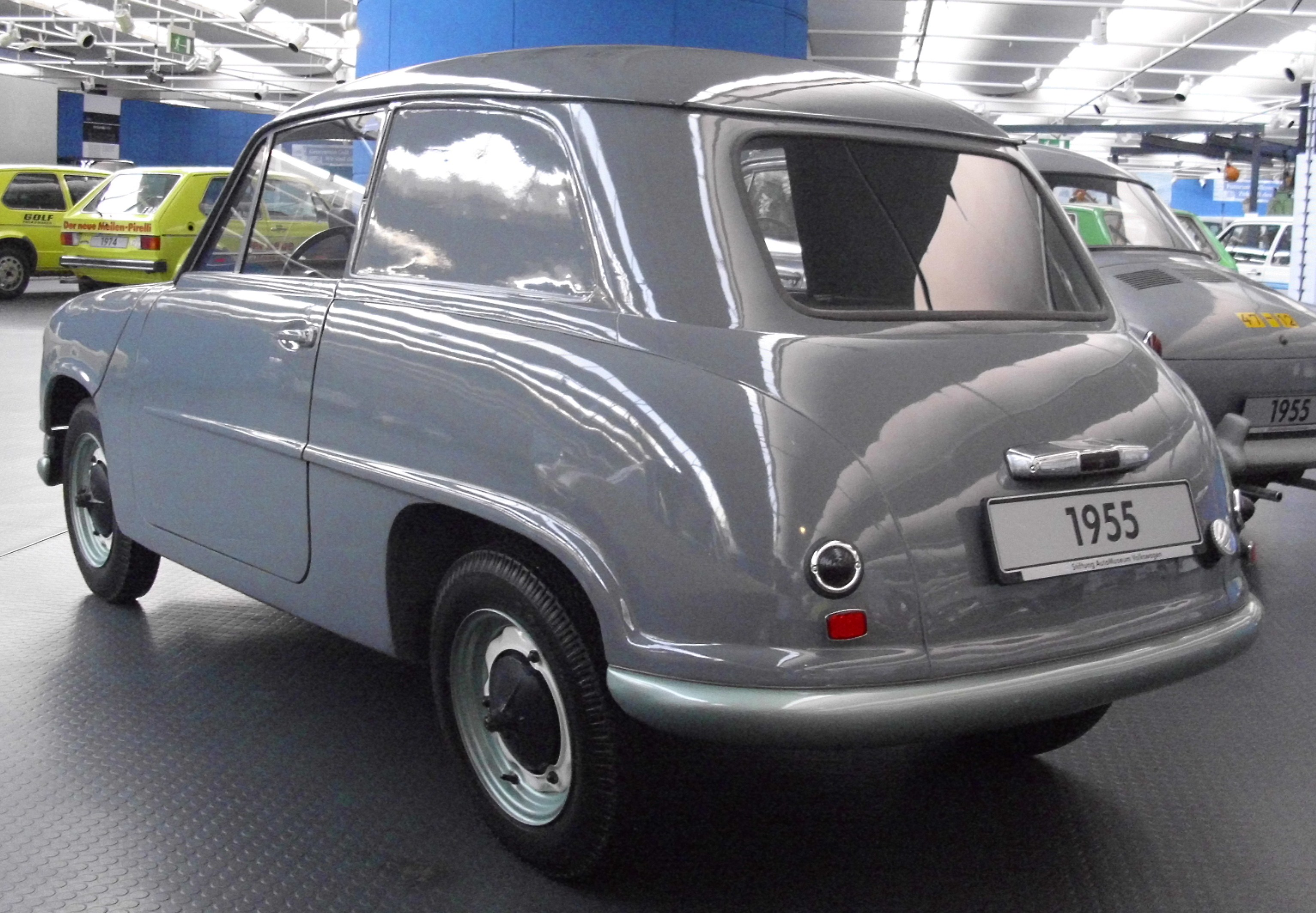
VW EA 48 im Automuseum Volkswagen

Der Volkswagen Entwicklungsauftrag 48, kurz VW EA 48, ist ein Kleinwagenprojekt von Volkswagen aus den 1950er-Jahren. Nach Herstellerangaben ist der EA 48 das erste von Grund auf neu konstruierte Fahrzeug von Volkswagen. Die Entwicklung begann am 1. Oktober 1953 und wurde am 16. Februar 1956 abgebrochen. 1954 wurden zwei Prototypen gebaut, von denen der zweite verschrottet wurde. Der erste EA 48 steht heute im Automuseum Volkswagen in Wolfsburg-Heßlingen.

## Geschichte
Im Sommer 1953 kam Heinrich Seibt zu Volkswagen, der vorher als Ingenieur bei Gutbrod gearbeitet hatte. Er sollte einen frontangetriebenen Kleinwagen bauen, der unterhalb des VW-Käfers angesiedelt sein sollte. Zusammen mit dem Ingenieur Gustav Mayer begann Seibt am 1. Oktober 1953 die Arbeit an dem Fahrzeug, das als Entwicklungsauftrag 48 eingestuft war. Der Frontantrieb wurde bei VW jedoch skeptisch gesehen, da der Heckantrieb des von Ferdinand Porsche entwickelten Käfers wegen seines Markterfolges bei VW als einzig richtiges Konzept galt. Es wurden verschiedene Motoren konstruiert. Unter anderem war an einen Dieselmotor gedacht, dessen Entwicklung der damalige Generaldirektor Heinrich Nordhoff ablehnte. Die Karosserien für die beiden Prototypen waren im April 1954 fertig. Die Erprobung begann am 16. September 1954 zunächst im Labor, da der Motor noch im Bau war. Im Dezember 1954 war als letztes Bauteil der Motor des EA 48 fertiggestellt, so dass Fahrversuche unternommen werden konnten. Der Boxermotor hatte zwei Zylinder. Er war zwar kräftig genug, aber nicht laufruhig.
1955 wandte sich Ludwig Erhard – möglicherweise auf Betreiben Carl F. W. Borgwards – mit der Befürchtung an Nordhoff, dass ein VW-Kleinwagen Arbeitsplätze gefährde, und riet von der weiteren Entwicklung des Fahrzeugs ab. Die Fahrversuche mit dem EA 48 gingen indes weiter, es wurden bis zum 2. Februar 1956 auf dem Werksgelände von Volkswagen in Wolfsburg rund 2600 km sowie rund 130 km im öffentlichen Straßenverkehr zurückgelegt. Insgesamt absolvierte der Wagen inklusive Laborversuchen 2837 km. Abgebrochen wurde das Projekt am 16. Februar 1956; der zweite Prototyp, der wahrscheinlich nie gefahren ist, wurde verschrottet. Dem Ingenieur Mayer wurde für die Konstruktion des Frontantriebs mit einer MacPherson-Radaufhängung im EA 48 eine Anerkennung von 50 DM ausgezahlt. Der erste Prototyp, mit dem auch die Fahrversuche unternommen wurden, ist im Automuseum Volkswagen zu besichtigen.

## Fahrzeugbeschreibung und Technik
Der EA 48 ist ein rund 3,4 m langer, viersitziger Kleinwagen mit zwei Türen und einem Schrägheck ohne Kofferraumklappe oder Hecktür. Auch hintere Seitenfenster gab es nicht, zwischen B- und C-Säule ist die Fensterlinie im Blech nur als Sicke angedeutet. Die Pontonkarosserie ist selbsttragend. Die vorderen Kotflügel sind in die Motorhaube integriert, so dass beim Hochklappen der Haube der gesamte Vorderwagen erreichbar ist. Die hinteren Kotflügel sind teilweise verschweißt, oberhalb der Längssicke sind sie verschraubt. Der Motor ist vor der Vorderachse eingebaut und treibt die Vorderräder an.

### Fahrwerk
Der EA 48 hat vorn Einzelradaufhängung an Querlenkern und MacPherson-Federbeinen. Er ist der erste VW mit Frontantrieb und das erste Fahrzeug, bei dem MacPherson-Federbeine mit Frontantrieb kombiniert wurden. Eine Torsionsstab-Vorderachse war zwar für den EA 48 geplant, wurde aber verworfen. Die Hinterräder sind an einer Pendelachse aufgehängt und haben dadurch bei leerem Wagen einen positiven Sturz. Im Prototyp ist die Spindellenkung aus dem VW Käfer statt der geplanten Zahnstangenlenkung eingebaut. Die mit drei Schrauben an den Bremstrommeln befestigten Stahlscheibenräder haben die Dimension 3¼ × 13 Zoll, auf sie sind Reifen der Größe 4.80–13 SL aufgezogen, die von Continental speziell für den EA 48 angefertigt wurden. Der Wagen hat ein hydraulisches Einkreisbremssystem mit Trommelbremsen an allen vier Rädern; die Handbremse wirkt mit Seilzügen auf die Vorderräder.

### Motor und Kraftübertragung
Der Motor ist ein vor der Vorderachse eingebauter Zweizylinder-Boxer-Ottomotor mit 594 cm3 Hubraum, der einige Konstruktionsmerkmale mit dem Käfermotor VW Typ 122 gemein hat: Leichtmetallkurbelgehäuse, Luftkühlung mit Gebläse und den Fallstromvergaser Solex 28 PCI. Die zentrale stirnradgetriebene Nockenwelle betätigt über Stoßstangen und Kipphebel die hängenden Ventile. Die beiden Ventile jedes Zylinders sind V-förmig angeordnet, anders als beim Käfermotor, bei dem sie parallel nebeneinander liegen. Das ursprünglich geplante Radialkühlgebläse auf der Kurbelwelle und das danach versuchsweise eingesetzte aus dem Lloyd 400 förderten keine ausreichende Kühlluftmenge, so dass die Öltemperatur bei 3000 min−1 Werte um 120 °C erreichte. Erst das keilriemengetriebene Gebläse des Sturmbootmotors Porsche Typ 171, das aber nur provisorisch eingebaut wurde, konnte die Betriebstemperatur des Motors im sicheren Bereich halten. Die Leistung des EA-48-Motors beträgt etwa 18 PS (13 kW) bei 3800 min−1. Auch andere Motorkonstruktionen wurden in Betracht gezogen, unter anderem ein Reihenmotor und ein 700-cm3-Boxermotor, die nicht verwirklicht wurden.
Vom Motor wird die Antriebskraft über eine Einscheibentrockenkupplung auf ein vollsynchronisiertes Vierganggetriebe übertragen, das mit dem Differential verblockt ist. Die Höchstgeschwindigkeit des EA 48 beträgt etwa 95 km/h.

### Ausstattung
Die Karosserie ist im Innenraum wie außen grau lackiert; nur der Fußboden ist mit Gummimatten ausgelegt. Die beiden vorderen Sitze sind aus Stahlrohren geformt und mit Stoff bespannt. Um die Sitzposition zu verstellen, werden die Sitze in verschiedene Löcher im Fahrzeugboden eingesteckt. Die Rücksitzbank und der Kofferraum sind nur über die vorderen Türen zugänglich, hinter der Rücksitzbank ist das Reserverad angebracht, der Kofferraum hat ein Volumen von 180 Litern.
Der EA 48 hat im Gegensatz zum VW Käfer hängende Pedale. Das Vierganggetriebe wird mit einem Mittelschalthebel nach dem H-Schema geschaltet. Hinter dem Dreispeichenlenkrad bzw. links unter dem Armaturenbrett ist der Hebel für die Handbremse angebracht, links an der Lenksäule der Hebel für die Fahrtrichtungsanzeiger (Winker), rechts ist der Abblendschalter. Im Armaturenbrett ist zentral ein Tachometer mit Kilometerzähler eingelassen, der bis 100 km/h reicht. Links und rechts davon gibt es jeweils zwei Zugschalter, links außen für den Scheibenwischer, daneben für das Licht, rechts außen der Choke und daneben Handgas. Die Heizung wird mit zwei Zugknöpfen mittig unter dem Armaturenbrett reguliert. Der Motor wird mit dem Zündschlüssel angelassen und nicht mit einem Anlasserknopf, wie ihn die ersten VW Käfer hatten.
Der EA 48 hat zwei Scheibenwischer, zwei Scheinwerfer vorn und zwei Rückleuchten sowie zwei Rückstrahler hinten; es sind Standardbauteile von Hella. Zur weiteren Ausstattung gehören ein nicht verschließbares Ablagefach auf der Beifahrerseite, ein Innenspiegel sowie Kurbelfenster in den Türen. Die Autobatterie ist zwischen Fahrgastzelle und Motorraum unter der Motorhaube untergebracht, der Tankeinfüllstutzen ist hinten rechts neben dem Nummernschild.

## Technische Daten
| Motor                   | Motor |
| ----------------------- | --- |
| Motorbauart             | Zweizylinder-Boxermotor aus Leichtmetall                                                                                 |
| Kühlung                 | Luftkühlung durch Gebläse                                                                                                |
| Ventilsteuerung         | V-förmig hängende Ventile, zwei je Zylinder, über Stoßstangen und Kipphebel von zentraler Nockenwelle betätigt           |
| Gemischaufbereitung     | Fallstromvergaser Solex 28 PCI                                                                                           |
| Bohrung × Hub           | 74 mm × 69 mm |
| Hubraum                 | 594 cm3 |
| Nennleistung            | 18 PS (13 kW) bei 3800 min−1                                                                                             |
| Maximales Drehmoment    | 40 Nm bei 2500 min−1 |
| Fahrwerk                | |
| Vorderradaufhängung     | Untere Querlenker, MacPherson-Federbeine mit progressiv wirkenden Schraubenfedern und Öldruckteleskopstoßdämpfern        |
| Hinterradaufhängung     | Pendelachse, Feder-Dämpfer-Einheiten mit progressiv wirkenden Schraubenfedern und Teleskopstoßdämpfern                   |
| Lenkung                 | Spindellenkung (14,15:1)                                                                                                 |
| Bremsanlage             | Einkreisbremssystem, hydraulisch, auf Bremstrommeln an allen vier Rädern wirkend, Handbremse auf die Vorderräder wirkend |
| Räder                   | Stahlscheibenräder, 3¼ × 13 Zoll (82,55 mm × 330,2 mm)                                                                   |
| Reifen                  | 4.80-13 SL |
| Karosserie              | |
| Bauart                  | Selbsttragende Ganzstahlkarosserie, Front und hintere Kotflügel demontierbar                                             |
| Abmessungen (L × B × H) | 3390 × 1474 × 1390 mm |
| Radstand                | 2050 mm |
| Sonstige Angaben        | |
| Fahrzeugmasse           | 575 kg |
| Maximale Zuladung       | 295 kg |
| Kofferraumvolumen       | 180 l |
| Kraftstoffverbrauch     | 5,5–6,5 l/100 km |

## Quelle
- Der Erste seiner Art – Kleine Revolution aus den 50ern: der Volkswagen EA 48. In: Volkswagen Classic, 2011